# Norweski Instytut Polarny
Norweski Instytut Polarny – norweska instytucja państwowa zajmująca się badaniami obszarów polarnych i ich ochroną. Działa pod zarządem Ministerstwa Klimatu i Środowiska Norwegii. Jego siedziba znajduje się w Tromsø. Obecnym dyrektorem placówki jest Camilla Brekke.

## Historia
Instytut założono w 1928. Jednym z głównych inicjatorów jego powstania był norweski geolog i polarnik Adolf Hoel; został on także jego pierwszym dyrektorem. Na stanowisku tym pozostał do 1945. Początkowo siedziba instytutu mieściła się w Oslo. W 1998 przeniesiono ją do położonego na północy Norwegii Tromsø.

## Działalność
Instytut przygotowuje i finansuje liczne badania naukowe na obszarach arktycznych. Użytkuje w tym celu jeden statek – RV Lance – a także utrzymuje kilka obiektów badawczych, w tym położone na Spitsbergenie Stację Badawczą Sverdrupa i Obserwatorium Zeppelin, zlokalizowane w Antarktyce stacje badawcze Tor, Troll oraz stację Norvegia na Wyspie Bouveta.

## Struktura
Instytut zatrudnia około 160 pracowników. Na jego czele stoi dyrektor, wspomagany przez dyrektora międzynarodowego. Dyrektorowi podlega pięć wydziałów:
- Departament Badań, zajmujący się badaniami nad ekotoksykologią, różnorodnością biologiczną, kriosferą, geologią, geofizyką i klimatem[2],
- Departament Środowiska i Kartografii, zajmujący się prowadzeniem baz danych i archiwów dotyczących obszarów polarnych oraz tworzeniem map i schematów[2],
- Departament Administracyjny, w skład którego wchodzą działy: technologiczny, rachunkowości i zasobów ludzkich,[2]
- Departament Logistyki[2],
- Departament Informacji Publicznej[2].